# Terraria
Terraria je sandboxová indie videohra vyvinutá herním studiem Re-Logic. Byla již vydána na Microsoft Windows, Linux, Xbox Live, PlayStation Network, Windows Phone, Android, iOS a Kindle Fire HD. Hra je zaměřená na průzkum světa, budování a boji s nepřáteli – hlavně tedy s bossy – v náhodně generovaném 2D světě.

## Postup ve hře
Po vytvoření postavy, výběru velikosti náhodně generovaného světa (malý, střední, velký) a jeho herního módu, je do něj hráč vložen bez nápovědy, jak se dál pohybovat ve hře. Jedinou pomocí hráči je přátelské NPC průvodce, které hráči heslovitě sděluje nápovědy, co by měl v dané fázi udělat pro postup ve hře. Toto NPC lze také použít pro zjištění využití materiálů nebo jiných předmětů, které mají popisek „Materiál“.
Základem postupu ve hře je poražení jednotlivých bossů za pomoci zbroje a zbraní, vyrobených z materiálů, které jsou momentálně dostupné ve světě. Postup ve hře však není nutný, a tak hra dává hráči prostor budování, které podporuje rozsáhlý výběr stavebních materiálů nebo možnost přetvořit terén dle libosti.
Postup ve hře se dělí na dvě základní části, kterými jsou „pre-hardmode“ a „hardmode“. Pre-hardmode je jednodušší část hry, ve které se hráč ocitne po spuštění hry, a tak neobsahuje velké množství silných monster a nabízí pouze základní materiály. Po poražení bosse zvaného „Wall of Flesh“ se svět přesune do hardmode a objeví se nová monstra a „Hallowed“ biom. Hardmode je obecně těžší, ale více obsáhlejší část hry, kdy má hráč přístup k novým zbraním, brněním, bossům a předmětům. Terraria neobsahuje pevně daný konec a po poražení posledního bosse již nenabízí jiný obsah.

## Obtížnosti
Při vytváření postav si může hráč vybrat jednu ze tří obtížností pro jeho postavu. Základní obtížností je „Softcore“, kde hráč při úmrtí ztrácí pouze peníze. Další možností je „Mediumcore“, kde hráč při úmrtí ztrácí všechny předměty v jeho inventáři. Poslední možností je „Hardcore“, kde hráč po úmrtí přichází o celou postavu a nemůže s ní nadále hrát.

## Svět
Náhodně generovaný svět je vždy ohraničen mořem a obsahuje různorodé biomy - tím prvním je les, který je k hráči, co se obtížnosti týče, nejvlídnější, ale postupem času hráč odemyká novou zbroj a vybavení, které mu umožní snáze prozkoumávat zbytek světa, jako je například sněžný biom, který je vždy na druhé straně světa od toho džunglového. Následně se tam také vyskytuje pouštní biom, který se může objevit kdekoliv, ale jeho jeskyní komplex se vygeneruje na druhé straně od biomu sněžného. Hra dále obsahuje komplexní jeskynní systém, který je důležitý pro pokrok ve hře.

### Zlé biomy
Při tvorbě světa si hráč může vybrat jeden ze dvou zlých biomů. „Corruption“ je obecně hráči vnímaný za přívětivější pro začátek. Jeho hlavní barvou je tmavě fialová s kombinací prohnilých červů. „Crimson“ je krvavě červeně zbarvený s variací druhů monster. Každý ze zlých biomů má svého bosse. V případě corruptionu je bossem veliký červ rozdělený do menších segmentů zvaný „Eater of worlds“ (Požírač světů). V krvavé verzi zlého biomu se jako boss vyskytuje veliký mozek tvořící iluze zvaný „Brain of cthulhu“ (Cthulův mozek).

### Herní módy
Herní módy se nastavují pro každý svět samostatně při jeho vytváření. Základní herní mód je „Normal mode“, který byl zamýšlen jako standardní zkušenost pro všechny hráče. „Expert mode“ je herní mód určený pro zkušenější hráče a nabízí obtížnější monstra, ale také jsou zde zvětšené šance na získání některých předmětů, které z monster padají. Většina monster je stejných jako v normal módu, pouze se zvětšenými statistikami, ale některým byly přidány speciální vlastnosti či útoky včetně bossů, ze kterých nyní kromě standardních odměn padají také speciální předměty, které nelze jiným způsobem získat. V případě, že hráč zemře ve světě na expert mód, ztratí tři čtvrtiny peněz v jeho inventáři na rozdíl od normal módu, kdy ztratí pouze polovinu. „Master mode“ je obtížnější verzí „Expert mode“. V tomto módu jsou zakomponovány všechny změny z předchozího módu a navíc mají nepřátelé zvýšené zdraví a poškození a z bossů padají další nové předměty. Při smrti hráče ztrácí postava všechny peníze z inventáře. 

## Jednotlivé třídy dle hratelnosti
Základními třídami jsou Mage (mág), Warrior (válečník), Ranger (střelec) a Summoner (vyvolávač). Tyto třídy se liší jejich rozdílnými hracími styly a různými zbraněmi, díky kterým získává hra možnost opakovatelnosti.
Mage se soustředí na magické poškození a zbroje, které mají menší obranu, ale přidávají více poškození a manu, kterou hráč potřebuje na sesílání kouzel.
Warrior se zaměřuje na meče pro boj z blízka a joja nebo bumerangy pro boj z dálky. Jeho zbroje přidávají nejvíce obrany ze všech což vyvažuje krátkou vzdálenost, na kterou se musí přibližovat.
Ranger využívá střelné zbraně, díky kterým si může udržet odstup od nepřátel. Jeho zbroje jsou vyvážené pro dostatek obrany a poškození, často obsahují bonus, který snižuje počet použité munice.
Pro Summonera je důležitá rychlost a schopnost vyhýbání se útokům. Jeho zbraně vyvolají poskoky, kteří jsou ovládáni umělou inteligencí a zaútočí na jakékoliv monstrum v dosahu (hráč může s vyvolávací holí kliknout pravým tlačítkem myši a označit prioritní cíl). Jeho zbroje dávají možnost vyvolat více minionů a přidávají jim poškození, ale zároveň přidávají zejména nejméně obrany. Pro vyvolávání potřebuje Summoner manu stejně jako Mág. To znamená, že při nedostatku many hráč nemůže vyvolat další miniony.

## Systém vybavení
Hra obsahuje mnoho předmětů, které pasivně ovlivňují hráče a jeho pohyb (např. létání, dvojitý skok a další), pokud je má nasazené v jednom z pěti slotů vybavení. Velké množství z nich je možno kombinovat dohromady a vytvořit tak jeden předmět, který poskytuje bonusy všech kombinovaných. Tyto předměty jsou často použitelné pouze pro některé třídy postav, a proto je důležitá jejich volba.
Pokud je svět nastavený na expert mód, je možné získat předmět, který permanentně navýší počet slotů na šest. Tento předmět funguje pouze na světech s expert módem, na světech s normal módem bude vybavení v tomto slotu vypnuté. Dále, při zapnutém master módu, se zvětší od začátku hry počet slotů o jeden.

## Lektvary
Lektvary je možné najít v truhlách nebo je vyrobit z různých ingrediencí. Poskytují různé bonusy k obraně, regeneraci nebo poškození, a proto jsou velmi důležité a užitečné převážně v expert módu a o to více v master modu.

## Přátelská NPC
Hráč má možnost postavit dům, do kterého se za určitých podmínek nastěhuje přátelské NPC (dům musí být dostatečně velký a osvětlený, musí obsahovat stůl, židli a bloky vytvořený východ, tedy dveře, schody nebo poklop). Některá NPC se mohou nastěhovat pouze po poražení bosse a jiná lze najít na určitých místech ve světě. Většina z nich je schopna obchodovat s hráčem a prodává unikátní předměty. Cena předmětů, které prodávají, se odvíjí od jejich spokojenosti. Spokojenost ovlivňují dva faktory buď k lepšímu nebo horšímu. První je biom v kterém se ubytování NPC nachází. Druhý je jaká a kolik NPC s ním sousedí.

## Modifikace uživatelů
Terraria má také podporu módů od uživatelů. V roce 2020 na digitální distribuční platformě Steam bylo oficiálně vydáno DLC zdarma s názvem tModLoader, v kterém si hráči mohou nainstalovat různé doplňky pro hru. Ať už veliké doplňky, jako například thorium nebo calamity, které do hry přidávají nová monstra, bosse, materiály, zbraně, vybavení, biomy nebo dokonce i mechaniky. Některé, jako třeba overhaul, přepracují základní funkce hry. Tvoří tak nový požitek z už známého světa. A další jako jsou Recipe Browser, Veinminer, Magic Storage a Fargo's Mutant Mod míří na zlepšení požitku ze hry tím, že zjednoduší nebo zrychlí přímočaré aspekty hry, jako třeba těžení surovin.

## Prodeje
Terraria prodala přes 50 000 kopií první den a 432 000 během prvního měsíce. Průběhem do července 2024 Terraria prodala přes 58 miliónů kopií, což jí dostalo do nejlépe prodávajících videoher všech dob.